# Calavino
Calavino é uma comuna italiana da região do Trentino-Alto Ádige, província de Trento, com cerca de 1.226 habitantes. Estende-se por uma área de 12 km², tendo uma densidade populacional de 102 hab/km². Faz fronteira com San Lorenzo in Banale, Trento, Vezzano, Padergnone, Lomaso, Lasino, Dro.